# Olle Petrusson
Olov "Olle" Algot Petrusson, född 14 november 1943 i Nälden i Jämtland, är en svensk före detta skidskytt som tävlade för Tullus SG.
Petrusson ingick i det svenska stafettlaget som under tre raka mästerskap under 1960-talet tog bronsmedaljer i VM och OS. Vid Skidskytte-VM 1966 i Garmisch-Partenkirchen i Västtyskland och Skidskytte-VM 1967 i Altenberg i Östtyskland bestod laget, förutom Petrusson, av Tore Eriksson, Holmfrid Olsson och Sture Ohlin. Vid OS 1968 i Grenoble  i Frankrike bestod laget av Lars-Göran Arwidson, Tore Eriksson, Petrusson och Holmfrid Olsson. Petrusson deltog även vid OS 1972 i Sapporo i Japan där det svenska stafettlaget slutade femma. Individuellt lyckades Petrusson bäst vid Skidskytte-VM 1969 i Zakopane i Polen, då han kom på tionde plats över 20 km.